# Liu Lic Ka
„Alex” Liu Lic Ka (chiń. 廖力嘉; ur. 18 marca 1971 roku w Hongkongu) – kierowca wyścigowy z Makau.

## Kariera
Liu rozpoczął karierę w międzynarodowych wyścigach samochodowych w 2006 roku od startów w Asian Touring Championship, gdzie jednak nie zdobywał punktów. W sezonach 2009 i 2012 wystartował podczas azjatyckich rund World Touring Car Championship. W 2009 roku w klasyfikacji kierowców niezależnych był 31.